# هيرشل ليفين
هيرشل ليفين (بالإنجليزية: Hirschell Levin)‏ يعرف أيضا بهارت ليون وهيرشل لوبل (ولد 1721 – ومات 26 أغسطس 1800) كان الحاخام الأكبر لبريطانيا العظمى وبرلين وحاخام هالبرشتات ومانهايم، وهو من علماء التلمود. 
ولد في جيشوف في الكومونولث البولندي الليتوالي، أبوه أريي لوب وأمه ميريام لوفنشتام. كان أبوه حاخاما في أمستردام وأمه ابنة الحاخام زفي أشكينازي. وكان سليل إليجاه باي.
تعليقاته على التلمود ظهرت في إصدار فيلنا تحت اسم الحاخام تسفي هيرش برلين. ابنه هو الحاخام سولومون هيرشل، الذي تولى منصب الحاخام الأكبر لبريطانيا العظمى والمجتمع اليهودي البولندي والأول في الإمبراطورية البريطانية. 
ابنه الآخر سول برلين كان تلموديا.